# 1680
- Wikisource

| Calendário gregoriano                                                        | 1680 MDCLXXX                        |
| Ab urbe condita                                                              | 2433                                |
| Calendário arménio                                                           | 1129 – 1130                         |
| Calendário bahá'í                                                            | -164 – -163                         |
| Calendário budista                                                           | 2224                                |
| Calendário chinês                                                            | 4376 – 4377 Início a 31 de janeiro  |
| Calendário copta                                                             | 1396 – 1397                         |
| Calendário etíope                                                            | 1672 – 1673                         |
| Calendários hindus - Vikram Samvat - Calendário nacional indiano - Cáli Iuga | 1735 – 1736 1601 – 1602 4780 – 4781 |
| Calendário Holoceno                                                          | 11680                               |
| Calendário islâmico                                                          | 1091 – 1092                         |
| Calendário judaico                                                           | 5440 – 5441                         |
| Calendário persa                                                             | 1058 – 1059                         |
| Calendário rúnico                                                            | 1930                                |
| Calendário solar tailandês                                                   | 2223                                |

1680 (MDCLXXX, na numeração romana)  foi um ano bissexto do século XVII do actual calendário gregoriano, da Era de Cristo, e as suas letras dominicais foram  G e F (52 semanas), teve início a uma segunda-feira e terminou a uma terça-feira.
| Ano completo                            |
| --------------------------------------- |
| Ano bissexto com início à segunda-feira |

## Eventos
- Fundação da Colônia do Sacramento por Manuel Lobo.
- Segundo ano da Guerra Tibete–Ladaque–Mogol — continua a invasão tibetana do Ladaque, que só terminaria em 1684.

## Nascimentos

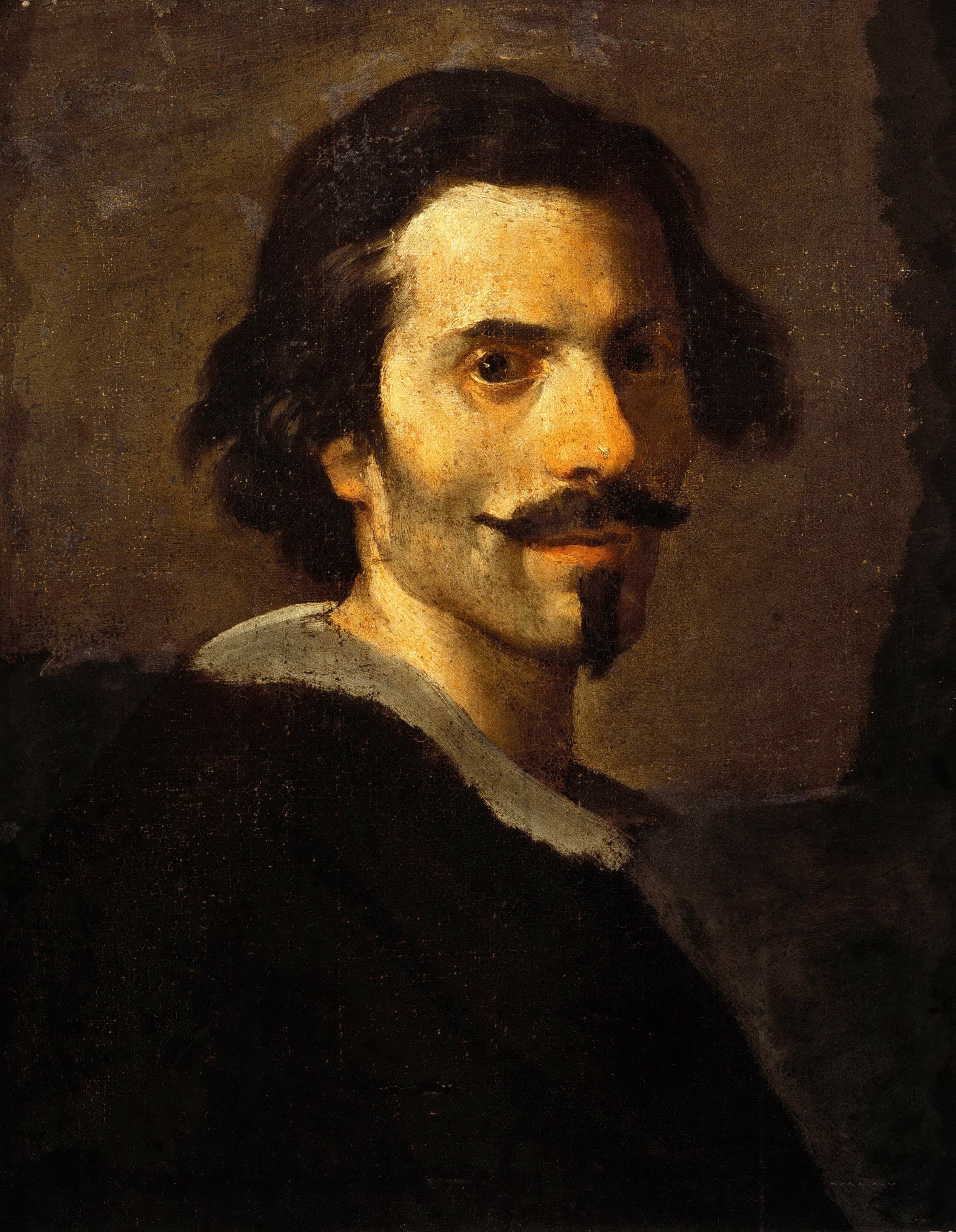
Gian Lorenzo Bernini, Auto-retrato. Pintura a óleo (entre 1630 e 1635). Galleria Borghese, Roma.

- Caetano de Melo e Castro — governador português de Moçambique e Pernambuco e vice-rei da Índia  (m. 1718).
- Vitus Bering — explorador dinamarquês  (m. 1741).
- Barba Negra — pirata inglês  (m. 1718).
- Charles Vane — pirata inglês  (m. 1720).
- Emanuele d'Astorga — compositor e escritor italiano  (m. 1757).

## Mortes
- 3 de fevereiro — André Vidal de Negreiros, governador português de Pernambuco e do Maranhão e líder da Insurreição Pernambucana  (n. 1606).
- 31 de maio — Joachim Neander, pastor e compositor alemão  (n. 1650).
- 26 de julho — John Wilmot, Segundo Conde de Rochester  (n. 1647).
- 19 de agosto — João Eudes, santo católico francês  (n. 1601).
- 28 de agosto — Carlos I Luís, Eleitor Palatino  (n. 1617).
- 11 de setembro — Go-Mizunoo, imperador do Japão  (n. 1596).
- 28 de novembro — Gian Lorenzo Bernini, escultor, arquitecto e pintor italiano  (n. 1598).
- Luis Enríquez de Guzmán — vice-rei da Nova Espanha entre 1650 e 1653, vice-rei do Peru entre 1655 e 1661,  (n. 1610).